# Mylo Xyloto
Mylo Xyloto je páté studiové album britské skupiny Coldplay, které vyšlo 24. října 2011.
Frontman kapely Chris Martin oznámil, že album vypráví příběh, založený na "lovestory se šťastným koncem" se dvěma hlavními protagonisty – chlapcem jménem Mylo a dívce Xyloto, žijícími v tísnivém městském prostředí. Setkali se prostřednictvím gangu "The Lost Boys" (viz text písně „Charlie Brown“) a zamilují se do sebe.
Texty jsou prý inspirované americkými old-school graffiti. Martin také přiznal, že album je výrazně ovlivněno seriálem z produkce HBO The Wire - Špína Baltimoru.
V létě 2012 bylo na oficiálním webu kapely oznámeno, že Comic Conem počínaje začne vycházet šestidílná komiksová série popisující příběh alba.

## Seznam skladeb
Texty napsal(i) a všechnu hudbu složili Guy Berryman, Jonny Buckland, Will Champion a Chris Martin..
| Pořadí         | Název                           | Délka |
| -------------- | ------------------------------- | ----- |
| 1.             | Mylo Xyloto                     | 0:42  |
| 2.             | Hurts Like Heaven               | 4:02  |
| 3.             | Paradise                        | 4:37  |
| 4.             | Charlie Brown                   | 4:45  |
| 5.             | Us Against the World            | 3:59  |
| 6.             | M.M.I.X.                        | 0:48  |
| 7.             | Every Teardrop Is a Waterfall   | 4:00  |
| 8.             | Major Minus                     | 3:30  |
| 9.             | U.F.O.                          | 2:17  |
| 10.            | Princess of China feat. Rihanna | 3:59  |
| 11.            | Up in Flames                    | 3:13  |
| 12.            | A Hopeful Transmission          | 0:33  |
| 13.            | Don't Let It Break Your Heart   | 3:54  |
| 14.            | Up with the Birds               | 3:45  |
| Celková délka: | Celková délka:                  | 44:09 |